# Šijavica / Gastarbajterska balada
Šijavica je prvi singl splitskog rock
sastava Metak, objavila ga je diskografska kuća Diskoton, sadrži 2 singla,
međutim, to su Šijavica i Gastabajterska, prvi vokal Je bio Ranko Boban. Ova pjesma je opet objavljena na Kompilaciji Da mi je biti morski pas.

## Sadržaj ploče

### A strana
- Šijavica

### B strana
- Gastabajterska

pjesma Šijavica je dobila ime po igri šijavici.